# تركي الجعويني
تركي الجعويني هو مدير عام صندوق تنمية الموارد البشرية (هدف) في المملكة العربية السعودية من نوفمبر عام 2019م، وشغل قبل ذلك العديد من المناصب من أبرزها منصب مدير عام مطار الملك فهد الدولي بالدمام في مارس عام 2016م.

## التعليم
- حاصل على درجة البكالوريوس في نظم المعلومات الإدارية من جامعة كلاريون في ولاية بنسلفانيا في الولايات المتحدة الأمريكية.[3]

## العمل
- عمل في البنك السعودي البريطاني (ساب) من عام 2001م إلى عام 2006م، وتدرج في عدد من المناصب إلى أن تولى منصب المدير الإقليمي لشبكات الفروع.
- عمل في مجال الطيران في شركة ناس القابضة من عام 2009م إلى عام 2013م. وتولى منصب رئيس القسم التجاري لشركة ناس جت للطيران الخاص التابعة لشركة ناس القابضة حتى نهاية عام 2015م.
- عين مستشاراً لمساعد الرئيس لقطاع المطارات بالهيئة العامة للطيران المدني في يناير عام 2016م.
- عين في منصب مدير عام مطار الملك فهد الدولي بالدمام في مارس 2016م.
- قاد برنامج خصخصة إدارة مطار الملك فهد الدولي وإطلاق شركة مطارات الدمام (داكو) في يوليو 2017م، كما تولى منصب الرئيس التنفيذي بالشركة منذ إطلاقها إلى نهاية شهر أكتوبر من عام 2019م.[4]
- عين مديراً عاماً لصندوق تنمية الموارد البشرية (هدف) في نوفمبر عام 2019م.[5]